# Административное деление Новокузнецка
Новокузнецк, крупный город в Кемеровской области, состоит из шести внутригородских районов, не являющихся муниципальными образованиями: Заводской, Кузнецкий, Куйбышевский, Новоильинский, Орджоникидзевский, Центральный.
Самый большой из районов по численности населения — Центральный район, по размеру территории — Заводской район.
В рамках административно-территориального устройства области Новокузнецк является городом областного подчинения; в рамках муниципально-территориального устройства в его границах образовано муниципальное образование Новокузнецкий городской округ с единственным населённым пунктом в его составе.

## Районы
| Район             | Площадь, км² | Население, чел. (2021) | Код ОКАТО  |
| ----------------- | ------------ | ---------------------- | ---------- |
| Заводской         | 109,10       | ↘92 620                | 32 431 362 |
| Кузнецкий         | 36,11        | ↘46 932                | 32 431 364 |
| Куйбышевский      | 92,49        | ↘75 174                | 32 431 367 |
| Новоильинский     | 22,49        | ↗77 593                | 32 431 369 |
| Орджоникидзевский | 95,62        | ↘78 533                | 32 431 370 |
| Центральный       | 66,52        | ↗166 628               | 32 431 373 |

В состав Центрального района входит территориальное управление Абагур , в состав Куйбышевского района входит территориальное управление Листвяги , в состав Орджоникидзевского района входит территориальное управление Притомский.
Вне границ населенного пункта Новокузнецк расположены полигон ЗСМК, НМЗ, часть Кузнецкой промплощадки.

## Микрорайоны
Районы города включают микрорайоны и кварталы, в рамках которых создаётся система территориального общественного самоуправления населения, которая включает в себя общие собрания (сходы) и конференции граждан, а также органы территориального общественного самоуправления: советы микрорайонов, уличные и домовые комитеты и иные органы общественной самодеятельности.
Среди микрорайонов города выделяются бывшие населённые пункты, вошедшие в городскую черту: Абагур-Лесной, Абашево, Листвяги, Островская площадка, Притомский, Редаково, Соцгород и прочие.
В Центральном районе выделяются расселённый микрорайон Нижняя колония (к северу от КМК), Верхняя колония ( к югу от КМК, к северу от Абы), ДОЗ, Соцгород, старый Центр, Новый центр, Водный.

## История
По переписи 1939 года в городе были районы - Соцгород, Привокзальный, Куйбышевский и Старокузнецкий.
В мае 1941 были образованы Куйбышевский (в западной части города), Молотовский (в центре города), Орджоникидзевский (в центре города) и Старокузнецкий (на правом берегу Томи). В 1958 Молотовский район был переименован в Центральный. В 1962 был ликвидирован присоединением к Центральному району Орджоникидзевский район на севере и был образован выделением восточной части Кузнецкого района Орджоникидзевский район на востоке города. В 1963 из северной части Кузнецкого района был образован Заводский район. 
Формирование современной административной структуры было завершено в 1998 году, когда был образован Новоильинский район (выделением из Заводского).
Исторический центр города находится в Кузнецком районе, в пределах Советской площади, Воскресенской (Крепостной) горы, Кузнецкой крепости, Форштадта (историческая зона «Кузнецк»). Административный центр города находится в Центральном районе, в нём же выделена историко-архитектурная зона «Старый центр».
В январе 2022 года к городскому округу присоединена территория вокруг аэропорта Спиченково в составе 1500  гектаров  31 августа 2022 территория аэропорта имени Б.В. Волынова включена в генплан Новокузнецка.